# Borisovka, Belgorod
Borisăuca sau Borisovka (în rusă Бори́совка) este o localitate urbană (o așezare) din regiunea Belgorod, Rusia. Este centrul administrativ al districtului Borisovski.
Așezarea este inclusă în lista orașelor istorice ale Rusiei în 2002. Populație: 12,553 (recensământul din 2021)        

## Geografie
Este situat pe râul Vorskla (un afluent al Niprului), 7 kilometri (4,3 mi) la est de gara Novoborisovka (pe linia Lgov - Harkov).
În orașul Borisovka există peisaje naturale larg răspândite. La marginea de nord a așezării există două zone mari de pădure - Pădurea de pe Vorskla (secțiunea Rezervația Belogorie, adiacent străzilor Kovalevka, Rudy, Sovkhoznaya) și Pădurea Mică. În interiorul localității este o zonă de mlaștină de 48 de hectare.  

## Istorie
Sloboda Borisovka, cunoscută din 1695, făcea parte din județul Hotmyzhskogo. În 1705 devine domeniul lui Boris Sheremetev. Aici a fondat unul dintre cele mai mari teatre muzicale. În timpul pregătirii bătăliei de la Poltava, Hotmyzhsk, împreună cu Belgorod, a fost baza din spate a trupelor ruse. Conform recensământului din 1877, orașul avea o populație de 17.502 de locuitori.
După revoluția din octombrie 1917, așezarea a fost transformată în satul Borisovka, care făcea parte din districtul Graivoronski din regiunea Kursk.
I s-a acordat statutul de așezare de tip urban în 1959.
La 20 decembrie 2004, în conformitate cu Legea Regiunii Belgorod numărul 159, orașul a fost desemnat ca municipiul Borisovka cu statut de așezare urbană.
În februarie 2023, s-a declarat alertă teroristă pe termen nedeterminat după bombardarea unei fabrici de către forțele ucrainene.